# حريق القاهرة

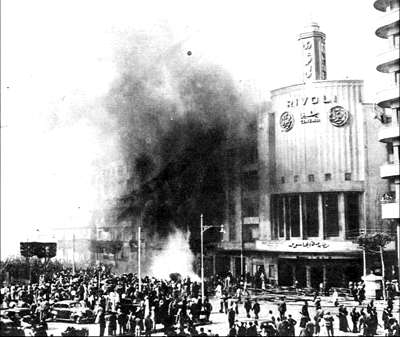
الحريق الذي اندلع في سينما ريفولي ضمن حريق القاهرة في 26 يناير 1952

حريق القاهرة هو حريق كبير اندلع في 26 يناير 1952 في عدة منشآت في مدينة القاهرة عاصمة مصر. في خلال ساعات قلائل التهمت النار نحو 700 محل وسينما وكازينو وفندق ومكتب ونادٍ في شوارع وميادين وسط المدينة.
ففي الفترة ما بين الساعة الثانية عشرة والنصف ظهرًا والساعة الحادية عشرة مساءً التهمت النار نحو 300 محل بينها أكبر وأشهر المحلات التجارية في مصر مثل شيكوريل وعمر أفندي وصالون فيردي، و30 مكتبًا لشركات كبرى، و117 مكتب أعمال وشققا سكنية، و13 فندقًا كبيرًا منها: شبرد ومتروبوليتان وفيكتوريا، و40 دار سينما بينها ريفولي وراديو ومترو وديانا وميامي، و8 محلات ومعارض كبرى للسيارات، و10 متاجر للسلاح، و73 مقهى ومطعمًا وصالة منها جروبي والأمريكين، و92 حانة، و16 ناديًا. وقد أسفرت حوادث ذلك اليوم عن مقتل 26 شخصًا، وبلغ عدد المصابين بالحروق والكسور 552 شخصًا، وقد ذكر محمد نجيب في مذكراته أن القتلى كانوا 46 مصريًا و9 أجانب.
كما أدى الحريق إلى تشريد عدة آلاف من العاملين في المنشآت التي احترقت، وقد أجمعت المصادر الرسمية وشهود العيان على أن الحادث كان مدبرًا وأن المجموعات التي قامت بتنفيذه كانت على مستوى عالٍ من التدريب والمهارة، فقد اتضح أنهم كانوا على معرفة جيدة بأسرع الوسائل لإشعال الحرائق، وأنهم كانوا على درجة عالية من الدقة والسرعة في تنفيذ العمليات التي كُلِّفوا بها، كما كانوا يحملون معهم أدوات لفتح الأبواب المغلقة ومواقد إستيلين لصهر الحواجز الصلبة على النوافذ والأبواب، وقد استخدموا نحو 30 سيارة لتنفيذ عملياتهم في وقت قياسي، كما أن اختيار التوقيت يعد دليلاً آخر على مدى دقة التنظيم والتخطيط لتلك العمليات، فقد اختارت هذه العناصر بعد ظهر يوم السبت حيث تكون المكاتب والمحلات الكبرى مغلقة بمناسبة عطلة نهاية الأسبوع، وتكون دور السينما مغلقة بعد الحفلة الصباحية.[بحاجة لمصدر]

## جزاء سِنِمَّار
وفي نفس ليلة الحريق قدّم رئيس الوزارة «النحاس باشا» استقالته، ولكن الملك رفضها، واجتمع مجلس الوزراء، وقرر مواجهة الموقف بإعلان الأحكام العرفية في جميع أنحاء البلاد، ووقف الدراسة في المدارس والجامعات إلى أجل غير مسمى.
وتم تعيين «النحاس باشا» حاكمًا عسكريًا عامًا في نفس الليلة، فأصدر قرارًا بمنع التجول في القاهرة والجيزة من السادسة مساءً حتى السادسة صباحًا، وأصدر أمرًا عسكريًا بمنع التجمهر، واعتبار كل تجمع مؤلف من خمسة أشخاص أو أكثر مهددًا للسلم والنظام العام يعاقب من يشترك فيه بالحبس.

## معاهدة 1936
المعاهدة البريطانية المصرية لعام 1936 هي معاهدة وقعت في 26 أغسطس 1936 بين بريطانيا ومصر في قصر الزعفرانة، وقد جاءت المعاهدة بعد إصدار بيان الحكومة بوفاة الملك فؤاد وارتقاء ابنه الملك فاروق العرش تم تعيين مجلس وصاية نظراً لصغر سنه ثم شكّل حزب الوفد الوزارة نظراً لفوزه في الانتخابات البرلمانية وطالب بإجراء مفاوضات مع بريطانيا بشأن التحفظات الأربعة، ولكن الحكومة البريطانية تهربت فقامت الثورات وتألفت جبهة وطنية لإعادة دستور 1923 بدلاً من دستور 1930 ولذلك اضطرت بريطانيا للتراجع واضطرت للدخول في مفاوضات بقيادة السير مايلز لامبسون المندوب السامي البريطاني ومعاونيه وهيئة المفاوضات المصرية، ولقد اشترطت إنجلترا أن تكون المفاوضات مع كل الأحزاب حتى تضمن موافقة جميع الأحزاب وبالفعل شاركت كل الأحزاب عدا الحزب الوطني الذي رفع شعار (لا مفاوضة إلا بعد الجلاء). وبدأت المفاوضات في القاهرة في قصر الزعفران في 2 مارس وانتهت بوضع معاهدة 26 أغسطس 1936 في لندن.
كانت معاهدة 1936، نقطة تحول في تاريخ العلاقات المصرية البريطانية، حيث حددت المعاهدة انسحاب القوات البريطانية من أراضي مصر كلها، وتمركزها في منطقة قناة السويس وحدها.

## حكومة الوفد تلغي المعاهدة
أعلنت حكومة الوفد في 16 يناير 1950، على لسان «مصطفى النحاس» رئيس الوزراء آنذاك أن معاهدة 1936 «قد فقدت صلاحيتها كأساس للعلاقات المصرية البريطانية، وأنه لا مناص من تقرير إلغائها».
وفي 18 أكتوبر 1951، وقف «مصطفى النحاس» ليعلن إلغاء المعاهدة وملحقاتها، وسط تأييد حافل من نواب الحكومة والمعارضة.

## نتائج إلغاء المعاهدة
أدى إلغاء المعاهدة إلى إلغاء الامتيازات والإعفاءات التي كانت تتمتع بها القوات البريطانية الموجودة في مصر، مثل: إلغاء جميع الإعفاءات المالية التي تشمل الرسوم الجمركية على المهمات العسكرية والأسلحة والعتاد والمؤن، وكذلك الرسوم المستحقة على السفن التي تمر بالمياه المصرية لخدمة القوات البريطانية.
كما امتنعت السكك الحديدية المصرية عن أداء أية خدمات للقوات البريطانية، أو نقل أي مهمات أو عتاد لها، ومنعت الحكومة المصرية دخول الرعايا البريطانيين إلى البلاد، ما لم يكونوا حاصلين على تأشيرات دخول من السلطات القنصلية المصرية في البلاد التي قدموا منها، وأنهت تصاريح إقامة البريطانيين الذين يخدمون في القوات البريطانية.

## موقف التنظيمات الوطنية من إلغاء المعاهدة
وفي 21 أكتوبر 1951، اتخذ مجلس الوزراء بجلسته السرية مجموعة من القرارات تعبر عن جدية الحكومة في قرار إلغاء المعاهدة، فقررت اتخاذ جميع السبل المؤدية إلى عدم تعاون العمال المصريين مع القوات البريطانية، وصرف أجور هؤلاء العمال، وتوفير الأعمال البديلة لهم.
كما قررت مقاومة القوات البريطانية إذا ماجتازت منطقة القناة، مهما كانت النتائج، والدفاع عن القاهرة حتى النهاية.

## خسائر بريطانيا
وكانت الخسائر البريطانية نتيجة العمليات الفدائية فادحة، خاصة في الفترة الأولى، وكذلك فإن انسحاب العمال المصريين من العمل في معسكرات الإنجليز أدى إلى وضع القوات البريطانية في منطقة القناة في حرج شديد.
وحينما أعلنت الحكومة عن فتح مكاتب لتسجيل أسماء عمال المعسكرات الراغبين في ترك عملهم مساهمة في الكفاح الوطني سجل "91.572" عاملاً أسماءهم في الفترة من 16 أكتوبر 1951 وحتى 30 نوفمبر 1951.
كما توقف المتعهدون عن توريد الخضراوات واللحوم والمستلزمات الأخرى الضرورية لإعاشة 80 ألف جندي وضابط بريطاني.

## خطط بريطانيا ضد قرار إلغاء المعاهدة
ووجدت بريطانيا نفسها في موقف صعب، وقررت أن تتخذ عددًا من الإجراءات والتدابير لإجبار حكومة الوفد عن التراجع عن موقفها، ووضعت ثلاث خطط لذلك:
1. خطة للعمل السياسي والدبلوماسي لإحراج الحكومة.
2. خطة عسكرية لاحتلال مدينة القاهرة، أو القيام بانقلاب عسكري يقوم به الملك بمساعدة الجيش.
3. خطة تخريبية لحرق القاهرة.

وقد سارت بريطانيا عدة خطوات في سبيل تحقيق الخطة الأولى، فقامت بعملية هدم كفر أحمد عبده بالسويس في أوائل ديسمبر 1951 في عملية استعراضية ضخمة، اشتركت فيها 250 دبابة و500 مصفحة، وعدد من الطائرات، وكانت تهدف من ورائها إلى إظهار الحكومة المصرية بمظهر الضعف، ومحاولة امتهانها والنيل منها، وتحطيم روح المقاومة الشعبية عند المصريين.
وقد ردت الحكومة المصرية على هذا العمل المستفز بسحب السفير المصري من لندن، وطرد جميع المواطنين البريطانيين من خدمة الحكومة المصرية، وإصدار تشريع جديد يقضي بتوقيع عقوبات على المتعاونين مع القوات البريطانيين، وإباحة حمل السلاح.

## مزيد من المؤامرات
سعت بريطانيا إلى مؤامرة جديدة لبث الفرقة بين صفوف المصريين، فقام عدد من عملائها بإشعال النار في كنيسة بمدينة «السويس» أثناء غارة بريطانية على المدينة في 4 يناير 1952، وقد حاولت بريطانيا إلصاق التهمة بالفدائيين لزرع الفتنة الطائفية بين المصريين، واستعداء الرأي العام العالمي على الحكومة الوفدية والفدائيين، ولكن ما لبثت التحقيقات أن كشفت عن مسؤولية جماعة «إخوان الحرية» التي تمولها المخابرات البريطانية عن الحادث.
في صباح يوم الجمعة 25 يناير 1952 استدعى القائد البريطاني بمنطقة القناة «البريجادير أكسهام» ضابط الاتصال المصري، وسلمه إنذارًا بأن تسلم قوات البوليس المصرية بالإسماعيلية أسلحتها للقوات البريطانية، وتجلو عن دار المحافظة والثكنات، وترحل عن منطقة القناة كلها.
ورفضت المحافظة الإنذار البريطاني وأبلغته إلى وزير الداخلية «فؤاد سراج الدين» الذي أقر موقفها، وطلب منها الصمود والمقاومة وعدم الاستسلام.

## بطولة رجال الشرطة ضد البريطانيين
وقبل غروب شمس ذلك اليوم حاصرت الدبابات والمصفحات البريطانية مبنى المحافظة بسبعة آلاف جندي بريطاني مزودين بالأسلحة، ومدافع الميدان، بينما كان عدد الجنود المصريين المحاصرين لا يزيد على ثمانمائة في الثكنات وثمانين في المحافظة، لا يحملون غير البنادق.
واستخدم البريطانيون كل ما معهم من الأسلحة في قصف مبنى المحافظة، واستمر الجنود المصريون البواسل يقاومون حتى نفدت آخر طلقة معهم بعد ساعتين من القتال، وسقط منهم خمسون شهيدًا، وأصيب نحو ثمانين آخرين، وأُسر من بقي منهم.
وانتشرت أخبار الحادث في مصر كلها، واستقبل المصريون تلك الأنباء بالغضب والسخط، وخرجت المظاهرات العارمة في القاهرة، واشترك جنود الشرطة مع طلاب الجامعة في مظاهراتهم في صباح السبت 26 يناير 1952م.
وكذلك فإن قيام الملك بانقلاب عسكري ليطيح بحكومة الوفد أصبح أمرًا غير ممكن، خاصة بعد أن تنامى العداء للملك داخل الجيش الذي أصبح يحمّل الملك مسؤولية النكبة التي مُني بها في حرب 1948 م.

## حديث عبد الناصر عن حريق القاهرة
في حفل افتتاح مجلس الأمة سنة 1960 م تحدث عبد الناصر عن هذا الحريق فقال: «لقد كان حريق القاهرة أول بادرة للثورة الاجتماعية على الأوضاع الفاسدة، وحريق القاهرة هو تعبير شعبي عن سخط الشعب المصري على ما كانت ترزح فيه مصر من إقطاع واحتكار واستبداد رأس المال».